# Caviomorpha
A Caviomorpha az emlősök (Mammalia) osztályába és a rágcsálók (Rodentia) rendjébe tartozó részalrend.

## Rendszerezés
A részalrendbe az alábbi 12 élő és 11 fosszílis család tartozik:
- Cavioidea - öregcsalád
  - tengerimalacfélék (Caviidae) Fischer de Waldheim, 1817
  - pakafélék (Cuniculidae, korábban Agoutidae) Miller & Gidley, 1918
  - agutifélék (Dasyproctidae) Bonaparte, 1838
  - pakaránafélék (Dinomyidae) Peters, 1873
  - †Eocardiidae
  - †Guiomys
  - †Scotamys
- Chinchilloidea - öregcsalád
  - csincsillapatkány-félék (Abrocomidae) Miller & Gidley, 1918
  - csincsillafélék (Chinchillidae) Bennett, 1833
  - †Neoepiblemidae
- Erethizontoidea - öregcsalád
  - kúszósülfélék (Erethizontidae) Bonaparte, 1845
- Octodontoidea - öregcsalád
  - hutiák vagy kúszópatkányfélék (Capromyidae) Smith, 1842
  - †Caviocricetus - incertae sedis
  - tukók (Ctenomyidae) Lesson, 1842
  - †Dicolpomys - incertae sedis
  - tüskéspatkányfélék (Echimyidae) Gray, 1825
  - †Heptaxodontidae Anthony, 1917 - lehet, hogy parafiletikus csoport
  - †Morenella - incertae sedis
  - nutriafélék (Myocastoridae) Ameghino, 1904
  - csalitpatkányfélék (Octodontidae) Waterhouse, 1840
  - †Plateomys - incertae sedis
  - †Tainotherium - incertae sedis
- incertae sedis
  - †Luribayomys